# Belkacem Hadjadj
Pour les articles homonymes, voir Hadjadj (homonymie).
Belkacem Hadjadj, né en 1950 à Tizi Ouzou(Algérie) est un acteur, cinéaste, producteur et réalisateur algérien,  

## Biographie
Après des études de littératures, il s'oriente vers le cinéma. Il part en Europe au début des années soixante-dix et il s'installe en Belgique, Après avoir étudié le cinéma à l'INSAS de Bruxelles d'où il est sorti diplômé en 1977, il obtient son diplôme de réalisateur. il a travaillé pour la Radio-télévision belge francophone (RTBF) jusqu'en 1978. Avant de regagner l'Algérie, il soutient une thèse de doctorat sur l'oralité et l'image sous la direction de Jean Rouch à l'Université de Paris X.
De retour en Algérie, il travaille pour la Radio Télévision algérienne (RTA) et il réalise son premier film de court métrage en 1982, La Goutte, (premier prix au Festival international du film d'Amiens, 1982),  suivi de quatre téléfilms, Le Bouchon en 1980, Bouziane-el-Kalaï en 1983, (prix Venezia Genti, Mostra de Venise, 1984), Djillali-El-Gataa en 1984 et El-Khamsa en 1988.
De 1985 à 1991, il a enseigné le cinéma à l'Institut National des Sciences de l'Information et de la Communication (INSIC) d'Alger. Il réside un certain temps à Bruxelles (1994-2000) sans pour autant cesser de filmer. Il crée sa propre société, Machaho Production à la fin des années 90, élargissant ainsi sa palette, puisqu'il est également comédien et scénariste.
En 1995, il produit et réalise son premier long-métrage en kabyle, Machahoqui sera suivi de son deuxième long-métrage, El Manara (sélectionné en compétition officielle au Festival international de Carthage, 2004 et Fespaco, 2005). Il produit et réalise deux documentaires L'Arc-en-ciel éclaté (long métrage, 1998) et Une femme taxi à Sidi Bel Abbès (documentaire, 2001, déjà diffusé sur la chaine Arte), deux séries pour la télévision algérienne: Taxi El Majnoun (série humoristique, diffusée durant le ramadan 2005) et Hakda wala Ktar.
Il produit le documentaire Mémoire des Montagnes, réalisé par A. Fellag et le feuilleton El Ghaieb, réalisé par D. Ouzid. En 2007, il assure la production du long-métrage Le Crépuscule des Hommes bleus, réalisé par B. Tsaki et le documentaire, Joue à l'Ombre réalisé par M.L. Tati. En 2008, il préside le jury du Festival Amazigh à Sétif en 2008.
En 2007, il a été élu Président de l'ARPA (Association algérienne des réalisateurs professionnels algériens). En 2014, il réalise un long métrage sur une des figures historiques de la résistance algérienne contre la colonisation française, Fadhma N'Soumer (1830-1863), dont le personnage est joué par l'actrice franco-libanaise Laëtitia Eïdo. Il travaille ensuite comme producteur sur une première comédie musicale en Algérie (avec le réalisateur Dahmane Ouzid).

## Filmographie

### Réalisateur
- 1980 : Le Bouchon
- 1982 : La Goutte
- 1983 : Bouziane-el-Kalaï
- 1984 : Djillali-El-Gataa
- 1988 : El-Khamsa
- 1995 : Machaho
- 1998 : L'Arc-en-ciel éclaté
- 2000 : Taxi El Majnoun
- 2001 : Une femme taxi à Sidi Bel Abbès
- 2004 : El Manara
- 2006 : Hakda wala Ktar
- 2014 : Fadhma N’Soumer

### Acteur
- 2019 : Jennia de Abdelkrim Bahloul

### Producteur
- Mémoire des Montagnes, réalisé par A.Fellag
- El Ghaieb, réalisé par D.Ouzid
- Le Crépuscule des Hommes bleus, réalisé par B. Tsaki
- Joue à l'Ombre, réalisé par M.L.Tati
- Papicha, réalisé par M.Meddour